# Saint-Romain-et-Saint-Clément
Saint-Romain-et-Saint-Clément település Franciaországban, Dordogne megyében. Lakosainak száma 331 fő (2022. január 1.). Saint-Romain-et-Saint-Clément Saint-Jory-de-Chalais, Vaunac, Saint-Martin-de-Fressengeas, Thiviers és Saint-Jean-de-Côle községekkel határos.

## Népesség
A település népessége az elmúlt években az alábbi módon változott:
| Lakosok száma | 295  | 309  | 332  | 334  | 328  | 325  | 328  | 328  | 328  | 331  |
|               | 1968 | 1982 | 1990 | 2006 | 2013 | 2015 | 2017 | 2019 | 2020 | 2022 |